# 関西電力送配電
関西電力送配電株式会社（かんさいでんりょくそうはいでん、英: Kansai Transmission and Distribution, Inc.）は、大阪市に本店を置き、近畿地方2府4県を中心とする地域を供給区域とする日本の一般送配電事業者。関西電力の100%子会社。略称は関西送配電 。

## 概要
送電線、変電所などを維持・運用し、発電事業者や小売電気事業者のような事業者を相手に送配電サービスを提供する会社である。電気事業法の大改正（電力システム改革）によって、一般送配電事業の中立性の確保のため、一般送配電事業者が発電事業や小売電気事業を兼営することが原則、禁止された（法的分離）。このため、関西電力は関西電力送配電を設立し、2020年（令和2年）4月1日に、一般送配電事業を移管した。

## 事業内容

関西電力送配電は一般送配電事業者として、発電事業者から引き取った電気を近畿地方の需要家まで送り届け、発電事業者・小売電気事業者から託送料金を受け取る。

経済産業省から許可を受け、下記の供給区域で一般送配電事業を営む。事業の概要は次のとおりである。
- 送配電網の維持　近畿地方の1万8千km超の送電線、900箇所超の変電所、13万km超の配電線などを維持する。発電事業者や小売電気事業者から接続申込みがあれば、引込線、電力量計などを設置し、発電設備や需要家の負荷設備を送配電網に接続する。事故・災害時は、故障箇所を特定し、復旧する。
- 系統運用　近畿地方の電力系統の周波数・電圧を維持し、電気の安定供給を確保するため、発電・送電・電力需要の状況を監視し、電力の発生や流通を制御する。
- 託送供給　託送契約者のために、ある地点（受電地点）で送配電網に電気を受け入れると同時に、別の地点（供給地点）で送配電網から電気を供給し、対価として託送料金を徴収する。要すれば電気の宅配サービスである。託送契約者は主に小売電気事業者であり、発電所で発生した電気を需要家（小売電気事業者の顧客）が電気を使用する地点まで届けるために託送供給を利用する。
- 最終保障供給　小売電気事業者から電気の供給を受けることができない供給区域内の需要家（特別高圧・高圧の需要家に限る）に対し電気を販売・供給する。

また、近畿地方に再生可能エネルギー発電設備を有する事業者のうち、固定価格買取制度の認定を受けたものと契約し、一定期間、電気を固定価格で買い取る。買い取った電気は、自社で使用する分以外は、希望する小売電気事業者に卸供給する。

### 供給区域
供給区域は、近畿地方の2府4県のほぼ全域と、隣接する福井県、岐阜県、三重県の一部である。詳細は次のとおりである。
- 滋賀県
- 京都府
- 大阪府
- 奈良県
- 和歌山県
- 兵庫県（赤穂市のうち、昭和38年9月1日に岡山県和気郡日生町から編入された区域を除く）
- 福井県のうち、若狭国地域（小浜市、三方郡、大飯郡、三方上中郡）
- 岐阜県のうち、不破郡関ケ原町（昭和29年8月31日における旧今須村の区域に限る）
- 三重県のうち、熊野市（昭和29年11月2日における旧南牟婁郡新鹿村、荒坂村、泊村の区域を除く）、南牟婁郡

兵庫県は、岡山県備前市に隣接する赤穂市福浦のみが中国電力ネットワークの供給区域である。
福井県は、若狭国地域のみが関西電力送配電の供給区域であり、越前国地域は北陸電力送配電の供給区域である。関峠が両社の境界であり、嶺南でも敦賀市のみは北陸電力送配電の供給区域である。
岐阜県は、滋賀県米原市に隣接する不破郡関ケ原町大字今須のみが関西電力送配電の供給区域であり、それ以外は中部電力パワーグリッドと北陸電力送配電（一部のみ）の供給区域である。
三重県は、おおむね熊野市以南が関西電力送配電の供給区域、尾鷲市以北が中部電力パワーグリッドの供給区域である。ただし、熊野市東部の海沿い（須野町、甫母町、二木島里町、二木島町、遊木町、新鹿町、波田須町、磯崎町、大泊町）は中部電力パワーグリッドの供給区域である。

## 設備

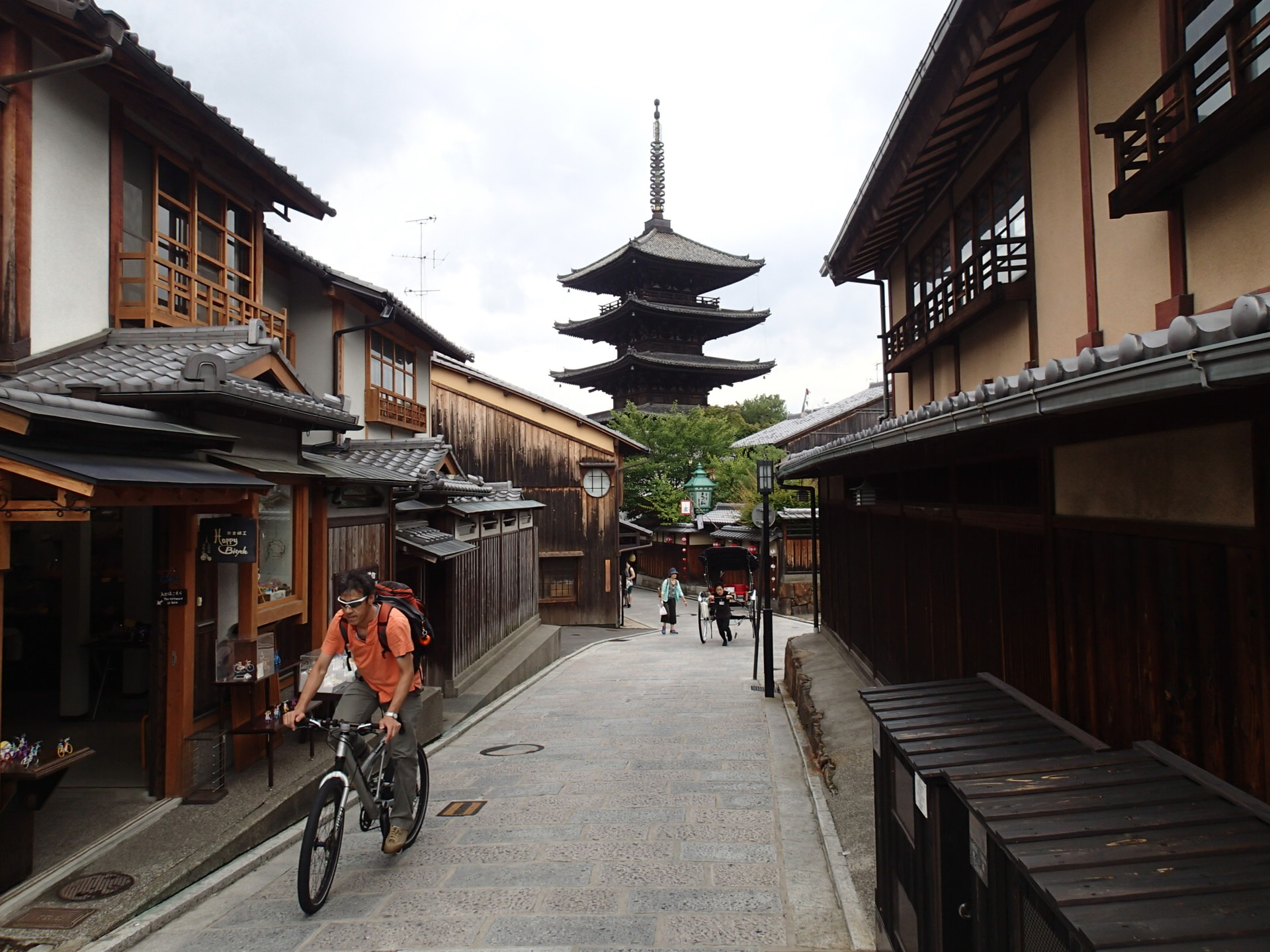
京都市東山区の八坂通。京都市の事業により配電線が地中化された。右側の軒下にある黒っぽい箱は、関西電力送配電の変圧器塔である。（関西電力送配電の発足前に撮影）

### 設備の概要
2020年（令和2年）4月に関西電力送配電が発足した時点の設備の概要は、次のとおりである。
- 送電設備　送電線亘長18,804 km
- 変電設備　変電所914箇所
- 配電設備　配電線亘長132,662 km

各地の大容量電源で発生した電力を輸送する電源系統と、電源系統からの電力を一体化して各需要地域の主要な変電所まで再配分する系統を、基幹系統と称する。基幹系統は、500 kV、275 kV、154 kVで形成する。
基幹系統の変電所から配電系統まで電力を輸送配分する系統を負荷供給系統と称する。負荷供給系統は、275 kV、154 kVまたは77 kV以下で形成する。
配電系統は、需要設備に直接、供給することを目的とする系統で、33 kV、22 kV、6.6 kV、200 V、100 Vなどで形成する。
設備は、供給区域内の近畿地方2府4県・福井県若狭地方・岐阜県西部・三重県南部のほか、供給区域外の富山県、石川県、福井県越前地方、長野県、岐阜県、愛知県、鳥取県、岡山県、徳島県にも所在する（2府14県）。

### 交差二重外輪系統
基幹系統の中心は、500 kV交差二重外輪系統である。
電力需要の集中する大阪平野の南側・東側・北側を、和泉山脈、金剛山地、生駒山地、北摂山地の山々が取り囲む。それらの山々を縫うように、内側の500 kV外輪線が走る。
その外側には、和歌山平野、奈良盆地、京都盆地、亀岡盆地があり、やはり電力需要が大きい。その外側を取り囲む紀伊山地、高見山地、笠置山地、比叡山、丹波高地の山々を縫うように、外側の500 kV外輪線が走る。

### 中部山岳地帯からの送電線

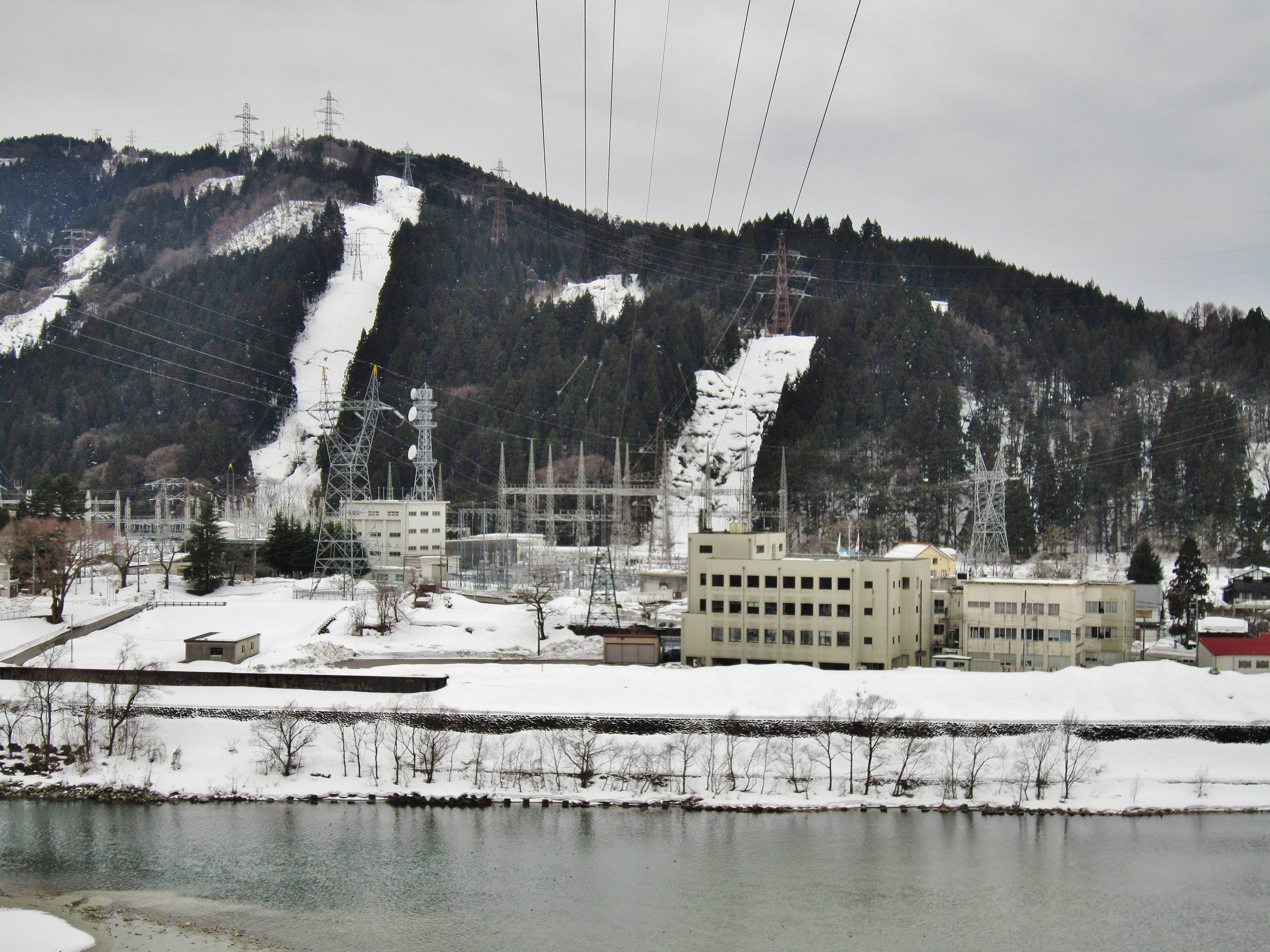
新愛本変電所（富山県黒部市）。有名な黒部川第四発電所で発生した電気は、この変電所を経由して近畿地方に送られる。

関西電力は中部山岳地帯に多数の水力発電所を有する。黒部川水系（富山県内）に12箇所、901,620 kW、庄川水系（富山県・岐阜県内）に19箇所、697,800 kW、神通川水系（富山県・岐阜県内）に6箇所、合計262,400 kW、木曽川水系（長野県・岐阜県・愛知県内）に33箇所、1,064,350 kWである。以上の発電所で発生する電気を近畿地方に送るため、関西電力送配電は富山県、石川県、福井県、長野県、岐阜県、愛知県内に送電線を有する。
黒部川水系・庄川水系からの電気は、275 kV新北陸幹線で栗東変電所（滋賀県栗東市）に、275 kV大黒部幹線（だいくろべかんせん）で北大阪変電所（大阪府高槻市）に、154 kV北陸幹線で高島変電所（滋賀県高島市）に送られる。新北陸幹線は、日本初の275 kV送電線であり、富山県から南下し、岐阜県内を縦断し、滋賀県に抜ける。大黒部幹線と北陸幹線は、富山県から石川県・福井県経由で滋賀県に入るルートである。
木曽川水系からの電気は、154 kV東海幹線で新八幡変電所（滋賀県近江八幡市）に、275 kV丸山幹線で甲賀変電所（滋賀県甲賀市）に、154 kV美濃幹線で南京都変電所（京都府綴喜郡宇治田原町）に、154 kV木曽幹線→犬山開閉所（愛知県犬山市）→154 kV関西幹線で新奈良変電所（奈良県大和郡山市）に送られる。東海幹線は、岐阜県不破郡関ケ原町経由で滋賀県に達するルートであり、丸山幹線と美濃幹線は、岐阜県から三重県経由で滋賀県に達するルートであり、関西幹線は、愛知県・三重県経由で奈良県に達するルートである。
また、黒部川水系（一部）・神通川水系からの電気は、笹津開閉所（富山県富山市）から南下し、岐阜県内を縦断する154 kV飛騨新幹線、154 kV飛騨旧幹線で北方開閉所（岐阜県本巣郡北方町）に送られ、同開閉所からは東海幹線、美濃幹線で近畿地方に送られる。

### 若狭湾岸からの送電線
若狭湾岸には、日本原子力発電の敦賀発電所（福井県敦賀市）、関西電力の美浜発電所（福井県三方郡美浜町）、大飯発電所（福井県大飯郡おおい町）、高浜発電所（福井県大飯郡高浜町）、舞鶴発電所（京都府舞鶴市）が立地し、日本有数の電源地帯となっている。舞鶴発電所以外は原子力発電所であり、若狭湾岸は「原発銀座」とも呼ばれる。
敦賀発電所からの電気は、500 kV原電敦賀線と275 kV敦賀線で、美浜発電所からの電気は、275 kV敦賀線で、いずれも嶺南変電所（福井県敦賀市）に送られる。大飯発電所からの電気は、500 kV大飯幹線で能勢変電所（大阪府豊能郡能勢町）に、500 kV第二大飯幹線で京北開閉所（京都市右京区）に送られる。高浜発電所からの電気は、500 kV高浜線と500 kV青葉線の2ルートでいずれも新綾部変電所（京都府綾部市）に送られる。舞鶴発電所からの電気は、500 kV舞鶴火力線→500 kV青葉線により新綾部変電所に送られる。

### 中部関西間連系線
中部電力パワーグリッド三重開閉所（三重県いなべ市）と、関西電力送配電東近江開閉所（滋賀県東近江市）との間を、500 kV三重東近江線が結ぶ。鞍掛峠付近で鈴鹿山脈を跨ぐ。
第2の連系線として、中部電力パワーグリッド関ケ原開閉所と関西電力送配電北近江開閉所との間に500 kV関ケ原北近江線を新設する計画がある。

### 須原松島線
関西電力送配電の154 kV須原松島線もまた、関西電力送配電と中部電力パワーグリッドとの間の送電線である。権兵衛峠付近で木曽山脈を跨ぎ、木曽谷にある関西電力の寝覚発電所（長野県木曽郡上松町）と伊那谷にある中部電力パワーグリッドの松島変電所（長野県上伊那郡箕輪町）とを結ぶ。松島変電所は、中部電力パワーグリッドの送電線の起点・終点であるだけでなく、東京電力パワーグリッドの154 kV天竜東幹線の起点でもある。関西電力の御岳発電所（長野県木曽郡木曽町）と寝覚発電所は、通常、60 Hzで運転するが、50 Hzに切り替え、須原松島線を介して東京電力パワーグリッドに送電することもできる。東日本大震災後の電力危機の際には、両発電所は50 Hzで運転され、東日本に電気を供給した。

### 北陸関西間連系線
北陸電力送配電越前変電所（福井県福井市）と、関西電力送配電嶺南変電所（福井県三方郡美浜町）との間を、500 kV越前嶺南線が結ぶ。亘長約73 kmのうち大部分が関西電力送配電の所有である。越前変電所を両社の系統の連系点と定める。

### 関西中国間連系線
関西電力送配電西播変電所（兵庫県相生市）と中国電力ネットワーク東岡山変電所（岡山県赤磐市）との間を、500 kV西播東岡山線が結ぶ。関西電力送配電山崎開閉所（兵庫県宍粟市）と中国電力ネットワーク智頭変電所（鳥取県八頭郡智頭町）との間を、500 kV山崎智頭線が結ぶ。

### 関西四国間連系設備

阿南紀北直流幹線（本文参照）の阿南変換所と由良開閉所との間は、紀伊水道の海底に敷設された海底ケーブルである。

四国電力送配電阿南変換所（徳島県阿南市）と関西電力送配電紀北変換所（和歌山県伊都郡かつらぎ町）との間を、阿南紀北直流幹線が結ぶ。この送電線は、双極1回線±250 kVの直流送電線で、亘長は99.8 kmである。うち阿南変換所と関西電力送配電由良開閉所（和歌山県日高郡由良町）との間が48.9 kmの海底ケーブルである。阿南紀北直流幹線は、関西電力送配電が保守・運用する。阿南変換所、阿南紀北直流幹線、紀北変換所の持分の1/4は、電源開発送変電ネットワークにある。
以上の設備（紀伊水道直流連系設備）により、四国と関西との間で、1,400 MW（140万kW）を送電することができる。

### 鳴門淡路線

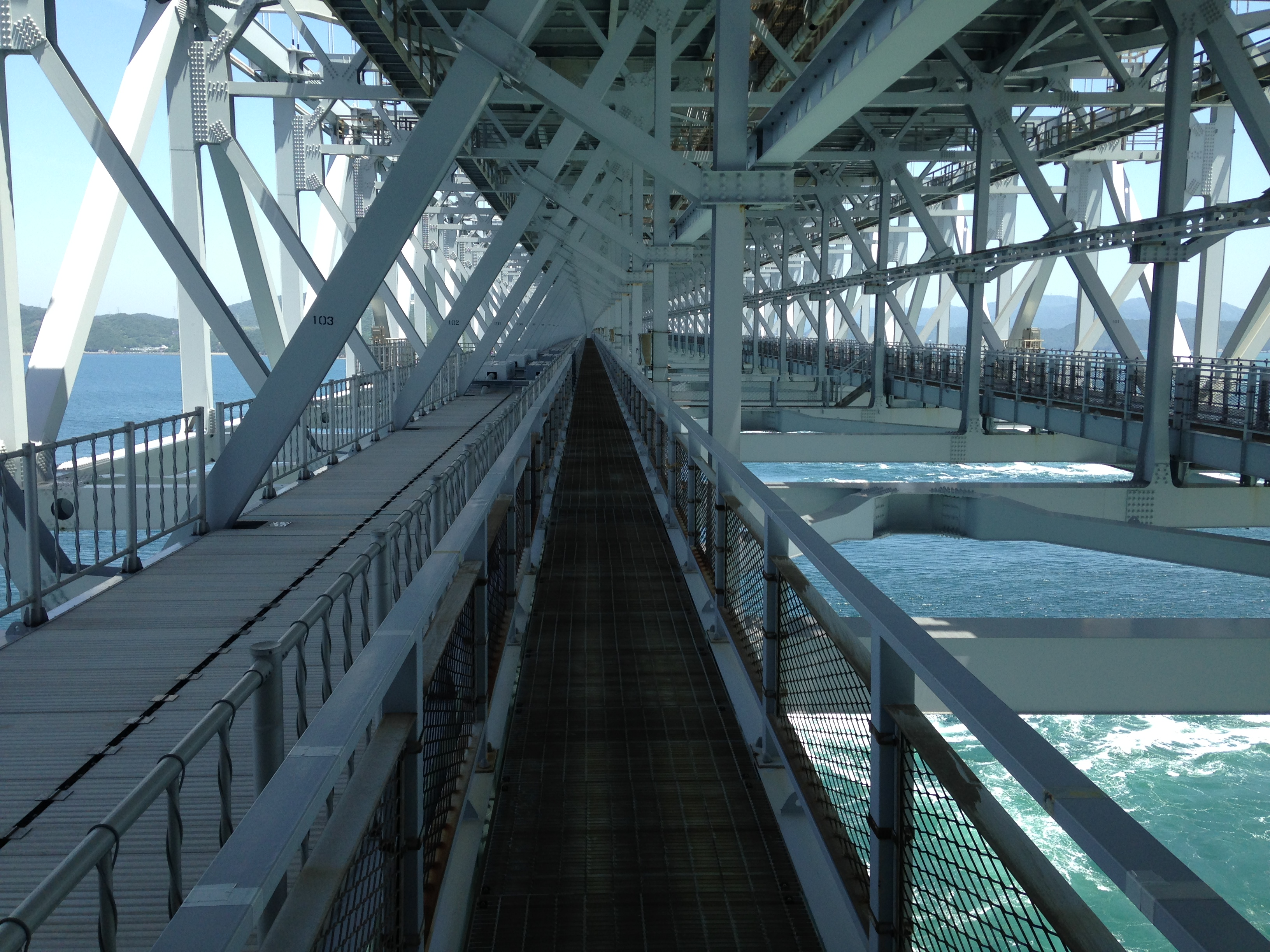
大鳴門橋の車道の直下。正面の通路の左側にケーブルトラフの蓋が見える。淡路鳴門線（本文参照）のケーブルは、このケーブルトラフの中に敷設されている（参考：関西電力送配電公式サイト）。

関西電力送配電の187 kV鳴門淡路線もまた、関西電力送配電と四国電力送配電とを結ぶ送電線である。四国電力送配電の鳴門変電所（徳島県鳴門市）と関西電力送配電の西淡変電所（兵庫県南あわじ市）とを結び、淡路島に電気を供給する。鳴門海峡を横断する区間は、大鳴門橋にケーブルを添架した。187 kVは四国の基幹系統の電圧であり、関西電力送配電の187 kV送電線は、鳴門淡路線が唯一である。
明石海峡大橋には77 kV明石海峡横断線のケーブルが添架されており、淡路島北部の電気は本州から供給されている。

## 沿革
2013年（平成25年）4月、第2次安倍内閣は、「電力システムに関する改革方針」を閣議決定した。内閣は、この方針のもと、2013年（平成25年）から2015年（平成28年）にかけ、電気事業法の大幅な改正案を3回に分けて国会に提出し、改正案は全て成立した。電力システム改革である。
第2弾の改正により、2016年（平成28年）4月、電気事業者の類型が整理され、一般電気事業者という類型が廃止された。従来、一般電気事業者として近畿地方で発電・送配電・小売の全てを手掛けてきた関西電力は、改正電気事業法では、発電事業者 兼 一般送配電事業者 兼 小売電気事業者と位置付けられた。一般送配電事業は許可制として、関西電力が近畿地方の送配電網をほぼ独占することになった。
自由化された発電と小売の分野で様々な事業者が公平な条件で競争するためには、実質的に地域独占の一般送配電事業者が全ての発電事業者・小売電気事業者に対して中立の立場で公平に送配電サービスを提供することが必要である。一般送配電事業者による発電事業や小売電気事業の兼営は、一般送配電事業の中立性の確保を難しくするため、第3弾の改正で、これを禁止することになった（法的分離）。
このため、旧一般電気事業者各社は、2020年（令和2年）4月までに法的分離に対応する必要に迫られた。関西電力では、法的分離の準備として、2018年（平成30年）6月、社内の電力流通事業本部を送配電カンパニーに改組し、送配電事業を独立した会社に近い形態で運営することにした。
そして2019年（平成31年）4月1日、送配電カンパニーの事業の移管先として、関西電力送配電株式会社が設立された。同月、関西電力と関西電力送配電との間で、吸収分割契約が結ばれた。6月、関西電力の株主総会で、この契約が承認された。この契約が発効する2020年（令和2年）4月、関西電力から関西電力送配電に送配電カンパニーの事業が移管された。

## 不祥事
2023年1月13日、関西電力送配電が持つ新電力会社の顧客データが親会社である関西電力社員に不正に閲覧され、営業活動にも利用していた。同年4月17日、経済産業省は関西電力と関西電力送配電など5社に対し電気事業法に基づく業務改善命令を出した。
このため、自社を含む関電グループのCMを2023年5月まで自粛し、ACジャパンへ差し替えを行う。